# Cristian Saracco
Cristian Saracco (Torino, 11 aprile 1976) è un ex fondista italiano.

## Biografia
Nato nel 1976 a Torino, è arrivato in nazionale nel 1995, a 19 anni.
A 20 anni ha preso parte ai Mondiali juniores di Asiago, arrivando 5º nella 30 km.
Ha esordito in Coppa del Mondo il 10 dicembre 1998 a Milano.
A 25 anni ha partecipato ai Giochi olimpici di Salt Lake City 2002, nella 15 km, chiudendo 28º con il tempo di 39'48"4.
L'anno successivo ha preso parte ai Mondiali di Val di Fiemme 2003, terminando 36º nella 15 km, 14º nella 30 km e 22º nella 50 km. Ha partecipato alla competizione iridata anche a Oberstdorf 2005, solo nella 50 km, arrivando 28º in 2h31'21"0.
A 29 anni ha preso parte di nuovo alle Olimpiadi, quelle di Torino 2006, nella 15 km, chiudendo 40º con il tempo di 41'12"0.
Ai campionati italiani ha vinto un argento e un bronzo nella 50 km, rispettivamente nel 2003 e 2005, due bronzi nella 15 km nel 2002 e 2004 e un oro nella 10 km nel 2002.
Ha chiuso la carriera nel 2006, a 30 anni.